# متحف قسطنطين كفافيس
متحف كفافيس أو متحف قسطنطين كفافيس هو متحف في وسط الإسكندرية بمصر. كان المتحف في السابق مقر إقامة الشاعر اليوناني قسطنطين كفافيس، حيث عاش معظم حياته.

## موقع
يقع المتحف بالقرب من دار الأوبرا المصرية بشارع فؤاد بتقسيم العطارين بالإسكندرية. كان اسم الشارع لبسيوس في حياة كفافيس. تغير اسم الشارع إلى شرم الشيخ، ثم تحول الشارع الضيق والقصير إلى شارع كفافيس بعد افتتاح المتحف، وهو قريب جدًا من شارعين من أهم شوارع المدينة ، شارع فؤاد وشارع صفية زغلول.

## الافتتاح
بدأ المتحف كمبادرة أطلقها كوستيس موسكوف، الملحق الثقافي بالسفارة اليونانية في القاهرة، ثم بدعم من رجل الأعمال ستراتيجاكيس والهيئات الثقافية الأخرى.
أجّرت الشقة لجنة كفافيس الدولية في عام 1991، وافتُتحت للجمهور في 16 نوفمبر 1992.
كان الدخول مجانيًا حتى عام 2014. وأصبحت الآن سعر التذكرة 15 جنيه و 5 جنيه للطلاب.

## خلفية
توجد متاحف أخرى مخصصة لكفافيس في مدن أخرى، بما في ذلك متحف افتتح حديثًا في بلاكا بأثينا.
ورد ذكر الشاعر ومكان إقامته عدة مرات في كتاب لورانس دوريل رباعية الإسكندرية،  وأين كانت النمور: رحلات عبر المناظر الطبيعية الأدبية بقلم دون ميريديث.

## المجموعات
يعرض المتحف الصغير الحجم رسائل وملاحظات وقصائد كتبها كفافيس، والعديد من اللوحات والرسومات والصور الفوتوغرافية لكفافيس وأصدقائه المقربين، وغرفة مخصصة للكاتب وصديقه المقرب ستراتيس تسركاس عندما عاش مع كفافيس لبعض الوقت. وتحتوي الشقة على العديد من الكتب والأبحاث المنشورة عن المؤلف، بما في ذلك العديد من الترجمات إلى اليونانية والعربية والإنجليزية و 15 لغة أخرى، وأكثر من 3000 مقال علمي.

## معرض صور

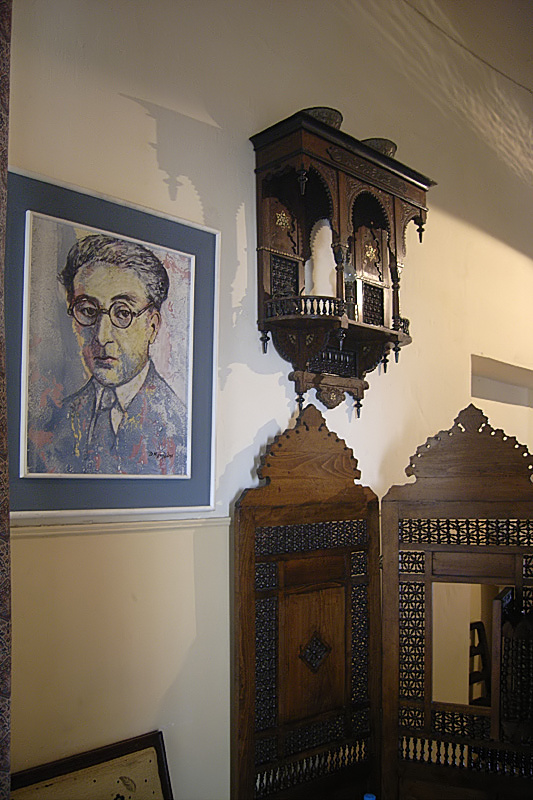
غرفة تحتوي على صورة لكفافيس بعد وفاته وصور لأصدقائه.
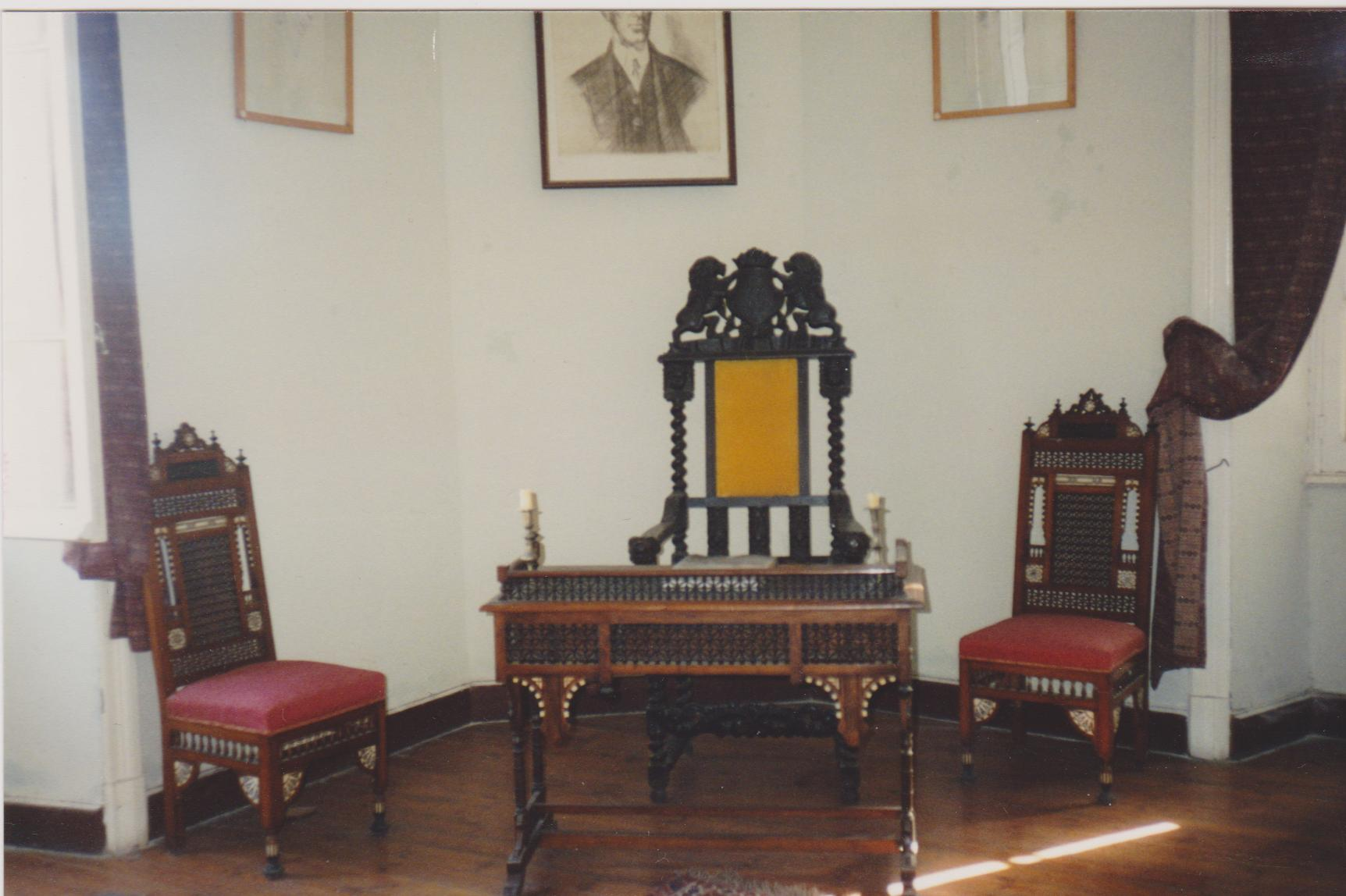
غرفة في متحف كافافيس.
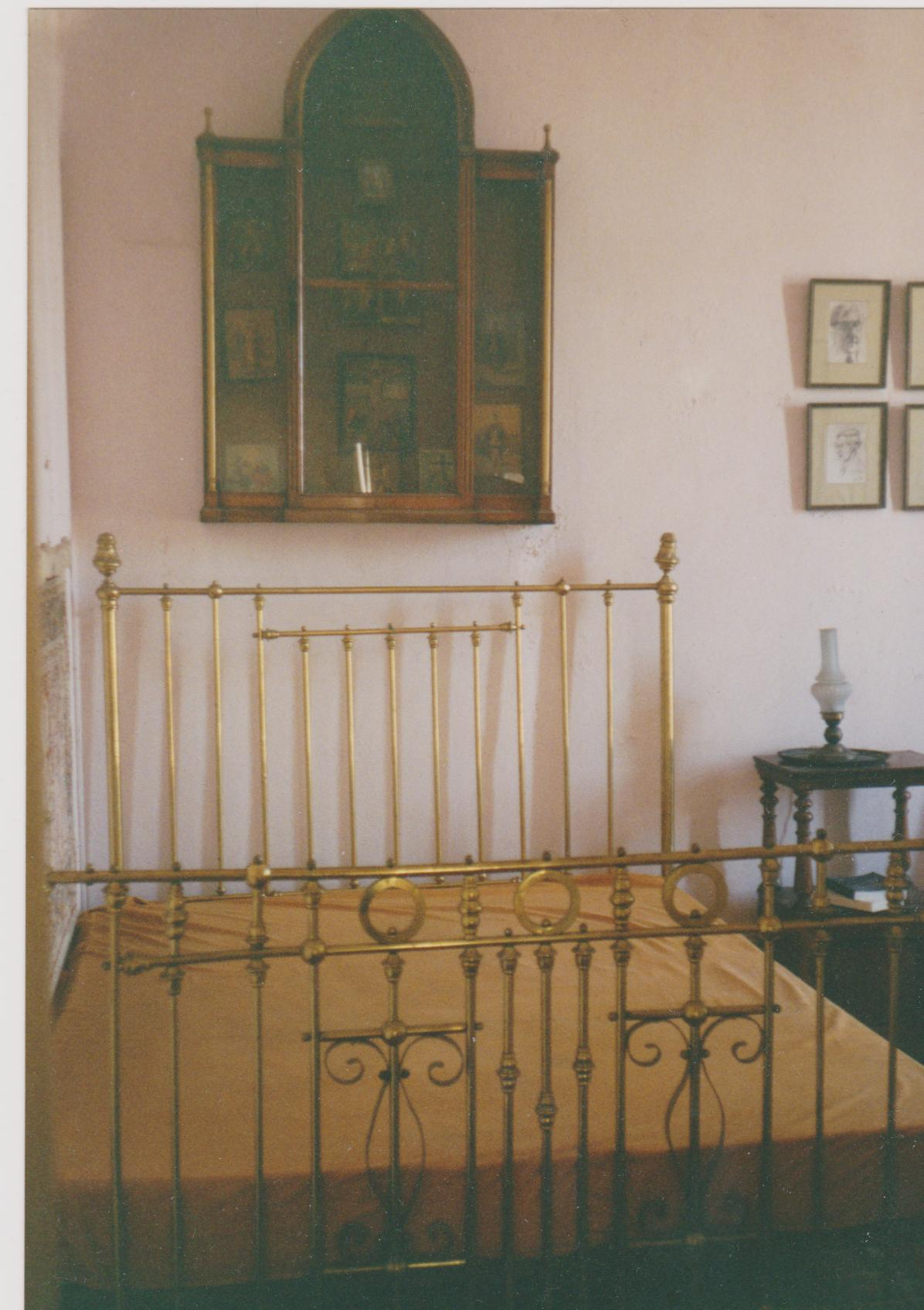
تحتوي الغرفة على سرير وخزانة ملابس، بالإضافة إلى صور شخصية لكفافيس.
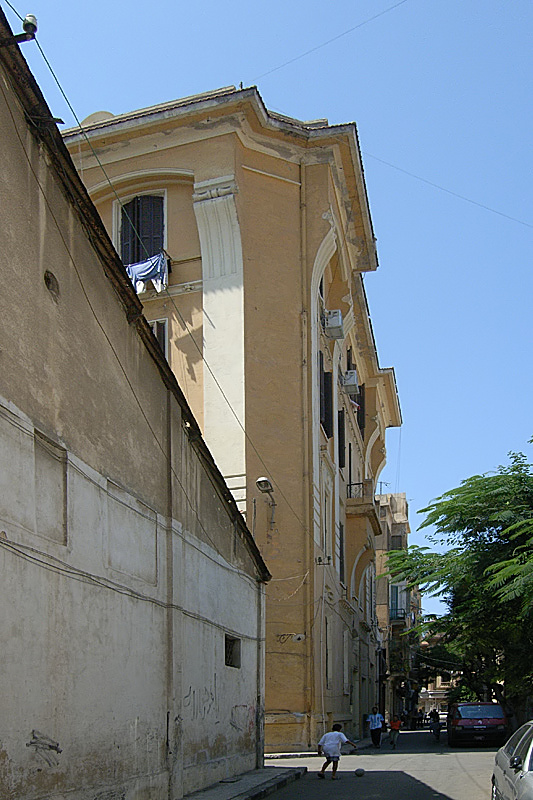
العمارة حيث يوجد متحف كفافىس بالاسكندرية.